# Michel De Pauw
Michel De Pauw (Ukkel, 30 maart 1957 – Leuven, 5 februari 2008) was een Belgische voetballer, voetbalcoach en bestuurslid in voetbalorganisaties en -clubs.
Als speler was hij van 1969 tot 1990 actief bij Daring Club Leuven. Na de jeugdreeksen haalde hij er in 1978 de eerste ploeg. Hij haalde in 1983 ook zijn trainersdiploma en was van 1983 tot 1990 actief bij Olympia Wijgmaal, als hulptrainer van Jaak Merchez. Hij werd in Wijgmaal later ook jeugdsecretaris. Van 1994 tot het eind van het seizoen 1995/96 was hij trainer van de eerste damesploeg van Zwarte Duivels Oud-Heverlee.
Vanaf 1996 werd hij secretaris en gerechtigd correspondent bij die club. De Pauw stond mee aan de wieg van het ontstaan van fusieclub Oud-Heverlee Leuven. Hij werd ook actief bij de voetbalbond. Zo was hij van september 2001 tot eind juni 2007 lid van de Rechtscommissie van de KBVB. Daarna werd hij lid van het Uitvoerend Comité bij de KBVB. Hij werd ook in 1998 ondervoorzitter van het Bureau van de Brusselse en Brabantse Voetbalverstandhouding; in 2001 werd hij er secretaris.
Hij overleed ten gevolge van een hartstilstand in de buurt van het stadion van zijn club.